# Расселл (Кентуккі)
Расселл (англ. Russell) — місто (англ. city) в США, в окрузі Ґрінап штату Кентуккі. Населення — 3744 особи (2020).

## Географія
Расселл розташований за координатами 38°30′41″ пн. ш. 82°42′6″ зх. д. / 38.51139° пн. ш. 82.70167° зх. д. (38.511346, -82.701595).  За даними Бюро перепису населення США в 2010 році місто мало площу 7,84 км², з яких 7,80 км² — суходіл та 0,04 км² — водойми. В 2017 році площа становила 8,85 км², з яких 8,81 км² — суходіл та 0,04 км² — водойми.

## Демографія
Згідно з переписом 2010 року, у місті мешкало 3380 осіб у 1353 домогосподарствах у складі 986 родин. Густота населення становила 431 особа/км².  Було 1473 помешкання (188/км²).
Расовий склад населення:
| - 95,4 % — білих - 2,0 % — азіатів - 1,2 % — чорних або афроамериканців - 0,3 % — корінних американців |

До двох чи більше рас належало 0,7 %. Частка іспаномовних становила 1,3 % від усіх жителів.
За віковим діапазоном населення розподілялося таким чином: 20,9 % — особи молодші 18 років, 59,0 % — особи у віці 18—64 років, 20,1 % — особи у віці 65 років та старші. Медіана віку мешканця становила 46,4 року. На 100 осіб жіночої статі у місті припадало 93,6 чоловіків;  на 100 жінок у віці від 18 років та старших — 92,9 чоловіків також старших 18 років.
Середній дохід на одне домашнє господарство  становив 77 497 доларів США (медіана — 62 560), а середній дохід на одну сім'ю — 93 548 доларів (медіана — 86 150). Медіана доходів становила 57 928 доларів для чоловіків та 48 485 доларів для жінок. За межею бідності перебувало 14,5 % осіб, у тому числі 4,6 % дітей у віці до 18 років та 18,7 % осіб у віці 65 років та старших.
Цивільне працевлаштоване населення становило 1371 осіб. Основні галузі зайнятості: освіта, охорона здоров'я та соціальна допомога — 40,8 %, мистецтво, розваги та відпочинок — 13,1 %, науковці, спеціалісти, менеджери — 9,3 %, публічна адміністрація — 6,4 %.